# Fernand Coppieters de ter Zaele
Fernand Coppieters de ter Zaele (Sint-Andries, 22 november 1894 - 1 april 1961) was burgemeester van de West-Vlaamse gemeente Sint-Andries.

## Familie
Jonkheer Fernand Ignace Constant Charles Michel Coppieters de ter Zaele was de zoon van Paul Coppieters (1862-1938) en Marie-Aimée Madre de Mauville (1864-1947).
Hij was zelf driemaal getrouwd, achtereenvolgens:
- In 1921 met Ludwine Rotsart de Hertaing (1893-1946), dochter van de burgemeester van Sint-Andries Paul Rotsart de Hertaing. Dit huwelijk had twee dochters en een zoon.
- In 1948 met Jeanne Bosschart de Bouwel (1891-1955), weduwe van Charles van Delft.
- In 1956 met Antonia de Moreau (1902-1987), weduwe van baron Jean de Negri.

In 1957 kreeg hij bij Koninklijk Besluit het recht, net als andere leden van de familie, om voor zichzelf en zijn nakomelingen de naam 'de ter Zaele' bij zijn familienaam te voegen.

## Beroepsactiviteiten
Coppieters was twintig jaar toen de Eerste Wereldoorlog uitbrak en hij meldde zich als vrijwilliger. Hij bracht de vier oorlogsjaren door aan het front.
Na de oorlog behaalde hij het diploma van licentiaat in handels- en consulaire wetenschappen aan de Universitaire Faculteiten Sint-Ignatius Antwerpen.
Hij bestuurde de steenbakkerij van Zandvoorde die aan de familie toebehoorde, tot in 1947. Tijdens de oorlog werd er niet geproduceerd.

## Sint-Andries
Net als zijn vader bekommerde Coppieters zich om het bestuur van de gemeente Sint-Andries. Hij werd gemeenteraadslid bij de verkiezingen van oktober 1938. Na de verkiezingen van 1946 werd hij tot schepen van openbare werken verkozen. Op 9 november 1951 werd hij dienstdoende burgemeester in vervanging van de zieke burgemeester Cyriel Durein, die de maand nadien overleed. Op 17 april 1952 werd hij volwaardig burgemeester.
Bij de gemeenteraadsverkiezingen van oktober 1958 werd zijn lijst Gemeentebelangen beconcurreerd door een lijst Volksbelang. Niet alleen verloor Gemeentebelangen zijn meerderheid, maar Volksbelang ging een coalitie aan en vormde een meerderheid met de socialistische verkozenen, met als gevolg dat vanaf 1 januari 1959 Pieter Leys burgemeester werd. Fernand Coppieters bleef als oppositieleider zetelen tot aan zijn dood in 1961.
Hij werd bij zijn overlijden voor enkele openbare werken herinnerd: de aanleg van de waterleiding en de elektrificatie van de openbare verlichting, de modernisering van Stationslaan, Pastoriestraat, Zandstraat, Lange Vesting en Sint-Jansdreef, en de urbanisatie van grondgebied om de snelle aangroei van de bevolking tegemoet te komen.
Coppieters was voorzitter van de maatschappij voor sociale huisvesting 'Eigen heerd is goud weerd', die onder zijn voorzitterschap een honderdtal woningen bouwde.
Hij was ook erevoorzitter van de vereniging van oud-strijders van Sint-Andries en lid van het comité voor de inspectie van de overheidsinstellingen in Sint-Andries.
Het kasteel Zevenbergen dat hij bewoonde, werd het jaar na zijn dood gesloopt.